# Phillips Lee Goldsborough
Phillips Lee Goldsborough (ur. 6 sierpnia 1865 roku – zm. 22 października 1946 roku w Baltimore, Maryland) – amerykański polityk, działacz Partii Republikańskiej. W latach 1912–1915 piastował stanowisko gubernatora stanu Maryland. W latach 1929–1935 reprezentował ten stan w Senacie Stanów Zjednoczonych.